# سانتو أمارو
سانتو أمارو (بالبرتغالية Santo Amaro, São Tomé and Príncipe)، هي مدينة في ساو تومي وبرينسيب، تقع في مقاطعة لوبانا، شمال جزيرة ساو تومي. يبلغ عدد سكانها 563 نسمة (2008).)